# Kalvi West, Hadagalli
Kalvi West là một làng thuộc tehsil Hadagalli, huyện Bellary, bang Karnataka, Ấn Độ.